# Mimi Kuzyk
Mimi Kuzyk, född 21 februari 1952 i Winnipeg, Manitoba, är en kanadensisk skådespelerska.

## Roller i urval
- 1984–1986 – Spanarna på Hill Street (TV-serie) (26 avsnitt)
- 1989 – Cannonball Run 3
- 1992 – Miss Stormy - privatdeckare (TV-film)
- 1998 – En träff med presidentens dotter (TV-film)
- 2000 – Waking the Dead
- 2001 – Lost and Delirious
- 2003 – The Human Stain
- 2004 – The Day After Tomorrow
- 2005 – The Hunt for the BTK Killer (TV-film)
- 2010 – Castle (TV-serie) (1 avsnitt)
- 2015–2018 – Unreal (TV-serie) (6 avsnitt)
- 2016 – Designated Survivor (TV-serie) (1 avsnitt)